# Regio (álbum)
Regio es el sexto disco de la banda Los 7 Delfines. Salió a la venta tras dos años sin editar material. Fue registrado en vivo durante un show brindado en el teatro del mismo nombre, el 3 de octubre de 1998.

## Lista de temas
1. Es tan celosa 3:35
2. Cenizazay 3:29
3. Travesía 4:47
4. Nada memorable 4:35
5. Ella 3:17
6. Versos secretos 2:37
7. La ronda 3:22
8. Nubes 3:06
9. Never du nozin 4:55
10. Tu orden 3:56
11. Ni una vez más 3:35
12. Placebo 3:28
13. Tuyo 3:42

## Miembros
- Richard Coleman: guitarra y voz.
- Braulio D'Aguirre: batería.
- Diego "Soto" García: guitarra y coros.
- Germán Lentino: bajo.

## Músico invitado
- Gustavo Cerati: Guitarra VG-800 en "Es tan celosa" y "Ni una vez más"

- Datos: Q6103928